# Coccidencyrtus plectroniae
Coccidencyrtus plectroniae är en stekelart som beskrevs av Jean Risbec 1959. Coccidencyrtus plectroniae ingår i släktet Coccidencyrtus och familjen sköldlussteklar.
Artens utbredningsområde är Madagaskar. Inga underarter finns listade i Catalogue of Life.